# Netcong
Netcong es un borough ubicado en el condado de Morris, Nueva Jersey, Estados Unidos. Según el censo de 2020, tiene una población de 3375 habitantes.

## Geografía
Está ubicado en las coordenadas 40°53′57″N 74°42′3″O / 40.89917, -74.70083 (40.899232, -74.700823).

## Demografía
Según la Oficina del Censo. en 2000 los ingresos medios por hogar en la zona eran de $55,000 y los ingresos medios por familia eran de $65,833. Los hombres tenían unos ingresos medios de $42,179 frente a los $36,458 para las mujeres. La renta per cápita para la localidad era de $23,472. Alrededor del 3.1% de la población estaba por debajo del umbral de pobreza.
De acuerdo con la estimación 2015-2019 de la Oficina del Censo, los ingresos medios por hogar en la zona son de $69,375 y los ingresos medios por familia son de $86,711. Alrededor del 10.9% de la población está por debajo del umbral de pobreza.
Según el censo de 2020, el 24.21% de los habitantes son hispanos o latinos de cualquier raza.